# Prosoplus peraffinis
Prosoplus peraffinis là một loài bọ cánh cứng trong họ Cerambycidae.